# Franz Weiser
Franz Weiser (* 21. März 1901 in Wien als Franz Xaver Weiser; † 22. Oktober 1986 in Weston (Massachusetts)) war ein österreichischer Theologe und Schriftsteller.

## Leben
Franz Weiser wuchs auf in Bruck an der Leitha. Er besuchte das Gymnasium Hollabrunn und das Kollegium Kalksburg. Nach der Reifeprüfung studierte er als Mitglied des Jesuitenordens Philosophie, Theologie und Pädagogik am Berchmanskolleg in Pullach, an der Universität Innsbruck und am Marist College in Poughkeepsie (New York). Er promovierte zum Doktor der Theologie, und 1930 empfing er in Innsbruck die Priesterweihe. Anschließend war er in Wien in der Jugendseelsorge tätig sowie Präsident der Marianischen Studentenkongregation Österreichs. Er redigierte die Verbandszeitschrift Unsere Fahne, in der auch seine ersten literarischen Arbeiten erschienen.
Franz Weiser wurde 1938 von seinem Orden in die Vereinigten Staaten entsandt mit dem Auftrag, die Geschichte der Jesuitenmission in Nordamerika zu studieren. Er wirkte als Kurat und Pfarrer der deutschsprachigen Holy Trinity German Catholic Church in Boston (Massachusetts). Nach dem Ende des Zweiten Weltkrieges war er aktiv in der kirchlichen Hilfsarbeit für Deutschland und Österreich. Ab 1950 lehrte Weiser Ethik und Kulturgeschichte am Emmanuel College in Boston, von 1961 bis 1966 war er Professor für Ethik am Boston College, und von 1966 bis zu seiner Pensionierung 1971 hatte er ebendort eine Professur für Liturgiegeschichte inne.
Franz Weiser verfasste neben seiner Tätigkeit als Priester und Theologe ein umfangreiches literarisches Werk, das aus Romanen, Erzählungen, Reiseberichten und Theaterstücken besteht. Ein Großteil seines erzählerischen Werkes handelt von Gestalten aus der Geschichte der katholischen Indianermission. Besonders erfolgreich waren Weisers Jugendbücher Alfreds Geheimnis und Licht der Berge, die in zahlreiche Sprachen übersetzt wurden. Weiser veröffentlichte in den Vereinigten Staaten auch eine Reihe von populären theologischen Werken in englischer Sprache, von denen vor allem The Christmas book ein Verkaufserfolg wurde.

## Werke
Werke in deutscher Sprache
- P. Johann Gruber SJ (1623 - 1686), Wien 1927
- Alfreds Geheimnis, Wien 1928
- Der Held von Nagasaki, Innsbruck 1928
- Der Sohn des weißen Häuptlings, Wien 1928
- Walter Klingers Weltfahrt, Regensburg 1929
- Das Licht der Berge, Regensburg 1931
- Der Einbruch im Gemeindeamt, Wien 1933
- Das geheimnisvolle Paket, Wien 1933
- Im Lande des Sternenbanners, Regensburg 1933
- Der Kampf um Wien im Türkenkrieg 1683, Wien 1933
- Die Privatisten-Prüfung, Wien 1933
- Das Trachtenfest auf Schloß Gimpelfeld, Wien 1933
- Watomika, Regensburg 1933
- Ekom, der Schwarzrock, Regensburg 1935
- Ferien, Wien 1935
- Amerikanisches Tagebuch, Regensburg 1936
- Der Gesandte des Großen Geistes, Wien [u. a.] 1936
- Ein Apostel der Neuen Welt, Wien 1937
- Abenteuer der Jugend, Wien [u. a.] 1938
- Hermann und Gretel, Berlin [u. a.] 1939
- Rothäute und Bleichgesichter, Regensburg 1949
- Zum Vater der Ströme, Regensburg 1952
- Im Tal der Bitterwurzel, Freiburg 1953
- Das Weiserbuch, Regensburg 1953
- In der Heimat des Herrn, Regensburg 1958
- Walter Klinger, Regensburg 1960
- Bleichgesichter am großen Strom, Regensburg 1962
- Heimkehr, Regensburg 1966
- Im Sturm der Abenteuer, Regensburg 1966
- Orimha, der Irokese, Wien 1969
- Das Mädchen der Mohawks, Regensburg 1970
- Orimha, der Waldläufer, Wien 1970
- Orimha bei den Sioux, Wien 1973
- In den Bergen von Montana, Regensburg 1974

Werke in englischer Sprache
- The Christmas book, New York 1952
- The Easter book, New York 1954
- The holyday book, New York 1956
- Handbook of Christian feasts and customs, New York 1958
- The year of the Lord in the Christian home, Collegeville, Minn. 1964
- The Holy Land, Collegeville, Minn. 1965